# Formigueret del Pacífic
El formigueret del Pacífic (Myrmotherula pacifica) és una espècie d'ocell de la família dels tamnofílids (Thamnophilidae).

## Hàbitat i distribució
Habita zones boscoses des de Panamà, cap al sud, fins l'oest de l'Equador.